# Хьюлетт, Вильям Джон
Вильям Джон Хьюлетт (1876 — 24 июля 1921) — британский политик, шахтёр, революционер, коммунист. Делегат III конгресса Коммунистического Интернационала, делегат I конгресса Красного Интернационала профсоюзов. Похоронен на Красной площади в Москве.

## Биография
Родился в Абертиллэри в Уэльсе. Проработал на шахтах 30 лет.
С 1907 года активно участвовал в профсоюзном движении, изучал и пропагандировал марксизм среди рудокопов. 
Летом 1920 года избран членом Временного исполкома Коммунистической партии Великобритании. 
Продолжал активную деятельность в Федерации профсоюзов южноуэльских шахтёров.
В.И. Ленин приветствовал решение Федерации примкнуть к Коммунистическому Интернационалу, заявив: «…возможно, что это — начало новой эры» в английском рабочем движении.
Летом 1921 года Хьюлетт прибыл в Москву как делегат III конгресса Коминтерна от английских коммунистов и I конгресса Профинтерна от британского бюро красных тред-юнионов.
Погиб во время испытания аэровагона, возвращаясь из Тулы в Москву.
Похоронен на Красной площади в Москве в братской могиле.